# Thomas et ses amis : La Première Aventure
 (octobre 2023).
Si vous disposez d'ouvrages ou d'articles de référence ou si vous connaissez des sites web de qualité traitant du thème abordé ici, merci de compléter l'article en donnant les références utiles à sa vérifiabilité et en les liant à la section « Notes et références ».
Série Thomas et ses amis
La Route du courage
(2014) La Légende du trésor perdu
(2016)
Pour plus de détails, voir Fiche technique et Distribution.
Thomas et ses amis : La Première Aventure (Thomas & Friends: The Adventure Begins) est un film britannique réalisé par Don Spencer, sorti en 2015. Il est issu de la franchise Thomas et ses amis.

## Synopsis
Tous à bord pour la première aventure de Thomas! Afin de comprendre la signification de l’amitié et du dur labeur, Thomas devra vite devenir la locomotive Numéro 1 de l’île de Chicalor!.

## Fiche technique
- Titre : Thomas et ses amis : La Première Aventure
- Titre original : Thomas & Friends: The Adventure Begins
- Réalisation : Don Spencer
- Scénario : Wilbert Vere Awdry, David Mitton, Britt Allcroft et Andrew Brenner d'après la série télévisée Thomas et ses amis basée sur les livres de Wilbert Vere Awdry
- Musique : Mike O'Donnell, Junior Campbell, Peter Hartshorne
- Production : Ian McCue, Jennifer Hill
- Société de production : HIT Entertainment, Arc Productions
- Société de distribution : Universal Pictures Home Entertainment
- Pays :  Royaume-Uni
- Genre : Animation, Comédie d'aventures
- Durée : 45 minutes
- Dates de sortie : 
  - Royaume-Uni : 11 avril 2016
  - Canada : 3 mars 2015

## Distribution
- Mark Moraghan : Narrateur
- John Hasler : Thomas
- Joseph May : Thomas
- Keith Wickham :  Edward, Henry, Gordon, James, The Fat Director, Le chauffeur de Gordon, La garde de James, L'employé de la gare de Knapford, Some Signalmen, Some Workmen, Le haut-parleur de la station Wellsworth, Le haut-parleur de la gare de Knapford et voix supplémentaires
- William Hope : Edward
- Kerry Shale : Henry et Gordon
- Rob Rackstraw : James
- Teresa Gallagher : Annie, Clarabel, Judy, A Station Speaker et certains enfants
- Christopher Ragland : Troublesome Trucks
- Tim Whitnall : Jerome